# Arberella dressleri
Arberella dressleri är en gräsart som beskrevs av Thomas Robert Soderstrom och C.E.Calderon. Arberella dressleri ingår i släktet Arberella och familjen gräs.
Artens utbredningsområde är Panamá. Inga underarter finns listade i Catalogue of Life.